# Achém do Norte
Achém do Norte (indonésio: Aceh Utara) é uma kabupaten (regência) da província de Achém, na Indonésia. A capital é a cidade de Lhokseumawe.